# 暗影人
《暗影人》是Acclaim Studios Teesside開發、Acclaim Entertainment發行的動作冒險遊戲，改編自Valiant Comics出版漫畫《夜影俠》（Shadowman）。遊戲1997年公開，原定1998年末登陸任天堂64、1999年初登陸Microsoft Windows。但遊戲跳票至1999年8月發行，對應任天堂64和PlayStation雙平台。同年12月，Dreamcast版發行。
《暗影人》2013年登陸Microsoft Windows和OS X平台。發行商Nightdive Studios後開發了《暗影人 重製版》，2021年登陸Microsoft Windows平台，2022年登陸PlayStation 4、Xbox One和Nintendo Switch遊戲機。2024年將推出新作《暗影人：達爾克遺產》於PlayStation 5、Xbox Series X|S、PC平台。